# Вацлав Баворовський (граф)
Вацлав Станіслав Баворовський (1827 — 4 липня 1909, с. Колтів) — граф, польський власник маєтностей у Галичині, меценат. Представник роду Баворовських гербу Прус II. Головний фундатор спорудження костелу єзуїтів у Тернополі. Батько Юзеф Баворовський (1780—1841) — граф, похований у родинному гробівці в Колтові. Мати — дружина батька графиня Феліція Стаженська гербу Лис.
Дружина — графиня Зофія Малгожата Катажина Стаженська. Діти:
- Вацлав,
- Феліція,
- Міхал Віктор Антоній,
- Юзеф Ґабріель Кароль.